# ویکتور مانچیلا
ویکتور مانچیلا (انگلیسی: Víctor Mancilla؛ زادهٔ) بازیکن فوتبال اهل شیلی است.